# Radikalpacifism
Radikalpacifismen är en radikaliserad variant av pacifismen, i det att den förkastar all slags våld i varje tänkbar form, även sådant som riktar sig mot djur och natur. Den förkastar varje form av självförsvar, som ofta smugit sig in i pacifisters praktiska handlingssätt. Även så radikala pacifister som Jacques Ellul, Natanael Beskow och Mahatma Gandhi flirtade med den militära försvarsmakten.
Till skillnad från pacifismen, som ofta lierar sig med korrumperade fredsorganisationer, och till och med kan försvara användandet av fredsstyrkor, är radikalpacifismen anarkistisk och emot all slags organisation och hierarki. Den är emot poliser, fängelser och psykiatri. Den är ett typiskt gräsrotsfenomen, och påträffas så gott som aldrig i de höga herrarnas sällskap. 
Lev Tolstoj är den viktigaste radikalpacifisten, och kan sägas ha grundlagt den moderna varianten därav. David Petander är den kändaste svenska radikalpacifisten.